# Emil Carlsen
Søren Emil Carlsen (19. oktober 1848 i København – 2. januar 1932 i New York, USA) var en dansk/amerikansk maler. Faren var kolonialhandler og urtekræmmer Carl Adolph Junius Carlsen, moren var Ane Dorothea Raae, ud af en købmandslægt fra Århus. Moren var ivrig blomstermaler og blev undervist af I.L. Jensen. Emil havde en 7 år yngre bror, Carl Carlsen, der blev uddannet som maler på kunstakademiet i perioden 1874-1879. Blandt de danske kunstnere, der udvandrede til USA i 1800-tallet blev Carlsen den, der opnåede størst succes.

## Uddannelse
Carlsen havde sin skolegang på Det von Westenske Institut
Carlsens uddannelse er lidt ujævn: Arkitektstudier under J.A. Stillmann; dimitteret fra Teknisk Institut; Kunstakademiet 1866 til 1869 med afbrydelser; endvidere perspektivklasse oktober 1867; undervisning i maleri hos Christian Blache og Viggo Johansen, som var en fjern slægtning.

## Udvandring og livet i USA
Kort efter sin uddannelse udvandrede Carlsen i 1872 til USA. Han havde ved sin udrejse løjet sig fem år yngre, hvilket kan ses i al amerikansk kunstlitteratur hvor hans fødselsdag er anført som 19. oktober 1853. Emil Carlsen ernærede sig i begyndelsen af sin amerikanske karriere som arkitekt, designer og gravør. Efterhånden blev det muligt for ham at koncentrere sig om oliemaleriet, bl.a. gennem en sponsoraftale med kunsthandleren T.J. Blakeslee. Starter i 1872 med at bo i Chicago og arbejder på en tegnestue. I 1873 arbejder han hos den danske marinemaler Laurits Holst, og overtager senere hans atelier. Året efter er han læere på Chicago Art Institute. Opholder sig et halvt år i Paris med det formål at studere kunst i 1875 og bosætter sig derefter i New York. Flytter til Boston i 1876. Rejser igen til Paris for en længere periode 1884 til 1886 og udstiller på Salonen i Paris. Bliver leder af San Francisco Art School i 1887. Efter 1890 flytter han en del rundt og er lærer på forskellige kunstskoler.
Carlsen for sit endelige gennembrud i 1904, da han får guldmedalje på verdensudstillingen.
Carlsen rejser flere gange til Europa, hvor han besøger især Frankrig og Danmark, men også Italien, han besøgte Skagen tre gange, 1908, 1909 og 1910, og boede hver gang på Brøndums Hotel.

## Motivkreds
Carlsens betydeligste indsats lå i stillebensmaleriet, hvor han i sin brug af fint afstemte valører især var inspireret af Jean-Baptiste-Siméon Chardin. Carlsen beskæftigede sig også med marine- og landskabsmaleri, og i 1900-tallet valgte han i stigende grad danske motiver. Carlsen anerkendes især for sin følsomme brug af farven og henregnes til den amerikanske impressionisme.

### Stilleben
I 1875 rejser Carlsen til Danmark og derfra videre til Paris, hvor han opholder sig i et halvt år. Her studerer han kunst og stifter bekendtskab med Jean-Baptiste-Siméon Chardins opstillinger med køkkenredskaber, fisk og vildt. Som hos Chardin er det tingenes balance i billedet og kompositionen der har betydning for Carlsen. Indflydelse fra Chardin ses i den tidlige del af stillebens værkerne for eksempel i opstillingen fra 1883, Still Life, Brass Bowl, Ducks, and Bottles. Senere blev fokus mere rettet mod den enkle ting, krukken eller skålen, i samspil med baggrunden.
Carlsen samlede antikviteter til brug i sine opstillinger. Han opkøbte blandt andet en del orientalske antikviteter fra William Merritt Chases dødsbo. De gamle genstande gled ind og fortrængte fisk, vildt, blomster og frugt. Udviklingen gik fra det lidt overflydte, næsten horror vacui, til det næsten tomme billede.
I 1908, Carlsen offentliggjorde en artikel om stilleben i kunsttidsskrift "Palette and Bench ", hvor han skrev om den lave status for stilleben:
…still life painting is considered of small importance in the Art schools, both here and abroad, the usual course being drawn from the antique, the nude, and painting the draped figure and from the nude. …Then why should the earnest student overlook the simplest and most thorough way of acquiring all the knowledge of the craft of painting and drawing, the study of inanimate objects, still life painting, the very surest road to absolute mastery over all technical difficulties.”

### Landskabsmaleri
Carlsen startede med at male marinemalerier ofte på store lærreder, han var først inspireret af Carl Locher og Christian Blache og senere af Julius Paulsen. På de første malerier var der ofte skibe og andet liv, men dette udtryk ændres med tiden til havets rene udtryk. Men har dog i flere af de sene billeder et skib i baggrunden eller en jolle på stranden.
På et af sine besøg i Paris blev Carlsen inspireret friluftsmalerne, og eksperimenterede sig frem til sit eget udtryk, farvevalg og motivkreds. Efter århundredeskiftet begyndte Carlsen at finde sig en ny malerteknik. Overfladen opbygger han ved at han maler omhyggelig, blot for at skrabe malingen af og male det igen, dette gentager han igen og igen til han opnår det resultat han ønsker, som er rig og mættet på tekstur.

## Eftertragtet kunstner
På auktion i 1994 hos Christie's i New York opnåede maleriet Løg og brun kande et hammerslag på 4.122.000 kr. I 1999 blev der afholdt en udstilling, "Quiet Magic - The Still Life paintings of Emil Carlsen", ved den lejlighed blev der udgivet en bog med samme navn af kunsthistorikeren Ulrich W. Hiesinger. Udstilling blev en succes og bogen revet væk og er svær at skaffe.

## Elever
Denne liste er kun nogle få af Emil Carlsens elever.
- Elbridge Ayer Burbank
- Jay Hall Connaway
- Edwin Deakin
- Wilhelmina Weber Furlong
- Percy Gray
- Helen Hyde
- William Keith
- Andrew Loomis
- Marie Evelyn McCormick
- Ernest Clifford Peixotto
- Guy Rose
- Carl Schmitt
- James Guilford Swinnerton

## Galleri
- Emil Carlsen, Blackfish and Clams, 1880–90, Metropolitan Museum of Art
- Emil Carlsen, Opstilling, 1883, Los Angeles Country Museum of Art
- Emil Carlsen, Study in Grey, 1906, Dallas Museum of Art
- Emil Carlsen, Skagen Strand, 1909, Smithsonian American Art Museum
- Emil Carlsen, Opstilling, 1914, privateje

## Hæder
- Den Neuhausenske Præmie 1869
- Gold Medal, Louisiana Purchase Exhibition, St. Louis 1904
- Shaw Prize, National Academy of Design
- Medal of Honor, Panama-Pacific International Exposition, San Francisco, Californien 1915